# Piero Vigorelli
Pier Lombardo Vigorelli, noto come Piero Vigorelli (Zugo, 15 giugno 1944), è un giornalista, scrittore, conduttore televisivo e politico italiano. 
Dal 2012 al 2017 è stato sindaco del Comune di Ponza.

## Biografia
Nato a Zugo, in Svizzera, figlio dello scrittore e critico letterario Giancarlo Vigorelli e di Vittoria De Fazio, script e aiuto regista in oltre 400 film e fratello dell'aiuto regista Vivalda Vigorelli.  Sposato e con una figlia (è anche il nonno di due nipotine), è giornalista dal 1970. Nella sua lunga carriera ha lavorato per 19 anni nella carta stampata e per 24 in televisione nei tre grandi network (8 in Rai, 13 in Mediaset e 3 in Telecom). È conosciuto e riconosciuto come il giornalista che, per primo, ha raccontato in televisione gli eventi di cronaca (nera, bianca e rosa) e quelli straordinari delle varie confessioni religiose.
Ha esordito nella sua attività professionale al settimanale Tempo illustrato (1970-74) diretto da Nicola Cattedra, che vantava collaboratori illustri quali Ermanno Rea, Guido Vergani, Vittorio Gorresio, Pier Paolo Pasolini, Andrea Barbato. Fra i temi affrontati, i retroscena della politica, le inchieste sulla mafia e il nascente terrorismo, la crisi petrolifera del 1972. Fece il giro del mondo la sua intervista/scoop, nell'ottobre del 1970, al successore di Nasser, nella quale il presidente Sadat si dichiarava favorevole alla creazione di due Stati, Israele e Palestina, capovolgendo la politica dell'Egitto che era stata per la distruzione di Israele.
Nel giugno 1974 è stato assunto al Messaggero, dove ha lavorato per quindici anni (1974-1989) come cronista, giornalista parlamentare, inviato speciale e corrispondente da Parigi (1984-1989). È stato chiamato al principale quotidiano di Roma dal direttore Italo Pietra, e ha poi lavorato sotto la direzione di Luigi Fossati, Vittorio Emiliani e Mario Pendinelli. Quando era corrispondente da Parigi, è stato anche editorialista di politica estera del settimanale Il Sabato. Nel 1989 si dimette dal Messaggero, cambia settore professionale e diventa autore e conduttore del servizio pubblico radiotelevisivo.
Su Rai 2, canale allora diretto da Giampaolo Sodano, ha ideato e condotto la trasmissione quotidiana Detto tra noi (La Cronaca in Diretta) dal 25 febbraio 1991 al 29 aprile 1994, con oltre 600 puntate in diretta dai luoghi dove il fatto di cronaca era accaduto. Il programma ha rivoluzionato il pomeriggio televisivo prima appannaggio di telefilm e soap opere, con il racconto in diretta della cronaca nera, bianca, rosa e dei misteri religiosi. Il programma ha avuto un ascolto medio del 30 per cento, con un record del 48 per cento con quasi 5 milioni di telespettatori. Due erano le regole etiche per la cronaca nera: essere sempre dalla parte delle vittime e raccontare il fatto solo se autorizzati dai familiari delle vittime. Ancora oggi questo format televisivo inventato da Piero Vigorelli è fra i più longevi della Rai ed è un punto di forza della programmazione pomeridiana di Raiuno, col titolo La vita in diretta.
Con la presidenza di Letizia Moratti è stato direttore della Testata Giornalistica Regionale della Rai (1994-1996), la più grande testata giornalistica in Europa con oltre mille dipendenti. Qui, in meno di due anni, ha realizzato la terza edizione del Telegiornale, il primo sito internet della Rai per la diffusione dei Tg e Gr regionali, nuove rubriche di approfondimento regionali o nazionali (due dedicate alle tematiche europee) e il "Tg Itinerante", in diretta dalle piazze dei Comuni della Regione invece che dal classico studio nella sede regionale. Con il cambio del governo nel 1976 (Prodi) e del CdA della Rai, viene estromesso dalla direzione della TGR e risolverà il rapporto con le dimissioni dal servizio pubblico. Passato a Mediaset (aprile 1997) ha diretto e condotto i programmi di approfondimento politico Lex [Storie di quotidiana Ingiustizia], le rubriche di approfondimento politico "Parlamento In" e "Super partes", ed è stato vicedirettore della testata Videonews. La trasmissione di maggior successo ideata da Vigorelli a Mediaset è stata Miracoli, in prima serata su Rete 4, con oltre 50 puntate che hanno raccontato eventi straordinari riconosciuti della Chiesa cattolica e da altre confessioni religiose, nonché le storie di mistici e presunti veggenti viventi, in Italia e nel mondo.
I protagonisti degli eventi raccontati erano le persone che avevano ottenuto una guarigione straordinaria, per l'intercessione di una personalità mistica che la Chiesa aveva proclamato Beato o Santo. La trasmissione Miracoli ha avuto uno share medio del 25 per cento. Le puntate di maggiore ascolto sono state quelle sui miracoli di papa Giovanni XXIII, di Padre Pio, del fondatore dell'Opus Dei Josemaría Escrivá de Balaguer, del libanese San Charbel, di Maria Faustina Kowalska, di Madre Teresa di Calcutta, di Riccardo Pampuri e di Rosario Livatino. Sulle personalità mistiche in vita, si ricordano le puntate su Natuzza Evolo, sui veggenti fratel Cosimo, fra' Elia, Maddalena Azara, Rita Cutolo, la siriana Myrna, l'austriaca Maria Simma e la coreana Julia Youn Hong-Song. La trasmissione ha anche smascherato alcuni falsi veggenti, profittatori della credulità popolare. Nel dicembre 2005 viene nominato vicedirettore del TG5, con delega al programma Verissimo condotto da Paola Perego, programma che aveva già diretto nel 1998-1999 quando la conduttrice era Cristina Parodi. Nel settembre 2006, con il passaggio di Verissimo alla testata Videonews, Piero Vigorelli rimane in carica come vicedirettore del TG5, prima dirigendo la redazione di Milano (direttore Carlo Rossella) e poi nella sede centrale di Roma.
Andato in pensione a 65 anni, dalla fine di febbraio del 2010 al febbraio 2013 è Presidente di Telecom Italia Media Broadcasting (Timb), l'azienda che si occupa delle infrastrutture televisive di Telecom. Hobby per la pesca, nel 2010 ha ideato e condotto 25 puntate per Alice Tv, realizzate a Ponza, ognuna su un pesce e con le ricette per cucinarlo. È stato vicesegretario nazionale della Fnsi, il sindacato dei giornalisti, e consigliere nazionale dell'Ordine dei Giornalisti. A Parigi è stato Presidente della prestigiosa Associazione della Stampa Estera. Padre della giornalista Ilaria Vigorelli, è autore anche di diversi libri ed è stato insignito di numerosi premi.
Nel maggio 2012, per cinque anni, è stato eletto Sindaco del Comune di Ponza, isola che frequenta da turista da oltre 45 anni, portando a termine scelte manageriali e innovative per lo sviluppo del turismo e di contrasto alle illegalità. Fra le molte iniziative, la nuova centrale elettrica fuori dal centro cittadino, il fotovoltaico in tutti gli edifici pubblici, la nascita dei servizi sociali, i regolamenti per le attrezzature balneari, l'occupazione del suolo pubblico e il decoro urbano, il piano acustico, l'aumento delle corse dei mezzi navali a/r con Ponza, il via libera alla realizzazione di un dissalatore, il progetto per un Porto Turistico, la toponomastica. lo sviluppo delle attività sportive, l'istituzione del liceo turistico in luogo della ragioneria.

## Opere
- Enzo Catania e Piero Vigorelli, L'industria della droga, Venezia/Padova, Marsilio, 1973, SBN SBL0464038.
- Barbapadrona (La strategia di marketing de la Repubblica), prefazione di Sergio Ruffolo, appendice di Cristiana Cusani, Roma, Nuova Edizioni del Gallo, 1989, SBN CFI0150166.
- Un riformista scomodo: Italo Pietra, (contributo di Pietro Vigorelli), Voghera, Cooperativa editoriale Oltrepò, 1992, SBN MIL0636943.
- Detto tra noi: venti storie di cronaca italiana, prefazione di don Nicola Pavoni, Torino, Nuova ERI, 1994, ISBN 88-397-0832-4.
- Miracoli: guarigioni, prodigi e apparizioni in Italia e nel mondo, Casale Monferrato, Piemme, 2002, ISBN 88-384-7839-2.
- Nuovi miracoli e guarigioni straordinarie, Casale Monferrato, Piemme, 2003, ISBN 88-384-6395-6.
- Mare nostrum, Roma, Lt, 2013, ISBN 978-88-6107-049-3.